# Patric (football, 1987)
Pour les articles homonymes, voir Patric.
Anderson Patric Aguiar Oliveira, plus communément appelé Patric est un footballeur brésilien né le 26 octobre 1987 à Macapá. Il évolue au poste d'attaquant.

## Biographie
Il inscrit 12 buts en première division japonaise lors de la saison 2015, ce qui constitue sa meilleure performance dans ce championnat.
Il joue quatre matchs en Copa Sudamericana, et seize en Ligue des champions d'Asie, inscrivant cinq buts. Il atteint les demi-finales de la Ligue des champions d'Asie en 2015 avec le club du Gamba Osaka, en étant battu par l'équipe chinoise du Guangzhou Evergrande.

## Palmarès
- Champion du Japon en 2014 avec le Gamba Osaka
- Vice-champion du Japon en 2015 avec le Gamba Osaka
- Vainqueur de la Coupe du Japon en 2014 et 2015 avec le Gamba Osaka
- Vainqueur de la Coupe de la Ligue japonaise en 2014 avec le Gamba Osaka
- Finaliste de la Coupe de la Ligue japonaise en 2015 avec le Gamba Osaka
- Vainqueur de la Supercoupe du Japon en 2015 avec le Gamba Osaka
- Finaliste de la Supercoupe du Japon en 2016 avec le Gamba Osaka